# Hucho bleekeri
Hucho bleekeri és una espècie de peix de la família dels salmònids i de l'ordre dels salmoniformes.

## Morfologia
- Els mascles poden assolir 64 cm de longitud total.[2][3]

## Alimentació
Menja insectes i peixos.

## Hàbitat
Viu en zones d'aigües dolces subtropicals.

## Distribució geogràfica
Es troba a la Xina.